# Humor
Humor je oblik zabave i vid ljudske komunikacije sa svrhom da nasmije ljude i učini ih sretnim. Podrijetlo riječi humor dolazi od humoralnog liječenja starih Grka, koji su tvrdili da mješavina tekućina (humora) kontrolira ljudsko zdravlje i osjećaje.

## Vrste, forme humora
- Verbalni oblici
  - Ironija
  - Sarkazam
  - Satira
  - Parodija
  - Vic

- Neverbalni oblici
  - Grimase (primjer Jim Carrey)
  - Pantomima i pokreti rukama
  - Karikatura
  - Strip